# بیل مک‌کی
بیل مک‌کی (انگلیسی: Bill McKay؛ ۲۴ اوت ۱۹۰۶ – ۱۹۷۷ (۷۰−۷۱ سال)) یک بازیکن فوتبال اهل بریتانیا بود.
از باشگاه‌هایی که در آن بازی کرده‌است می‌توان به باشگاه فوتبال منچستر یونایتد، باشگاه فوتبال استالی‌بریج سلتیک، و باشگاه فوتبال بولتون واندررز اشاره کرد.